# Браун, Эрнест Уильям
Эрнест Уильям Браун (англ. Ernest William Brown; 29 ноября 1866 — 22 июля 1938) — британский математик и астроном, на протяжении большей части карьеры работавший в США.
Работой его жизни стала теория движения Луны и составление очень точных лунных таблиц. Также он изучал движения планет и вычислял орбиты астероидов-троянцев.
Член Лондонского королевского общества (1898), член Национальной академии наук США (1923).

## Краткая биография
Браун родился в Кингстон-апон-Халле, Англия, был единственным сыном Уильяма и Эммы Браун (урожденной Мартин). Образование получил в родном городе и в Ист-Райдинг-колледже (Ист-Райдинг-оф-Йоркшир). После окончания школы он поступил в Колледж Христа (один из колледжей Кембриджского университета), который закончил с отличием по специальности «математика» в 1887 году. Он продолжил обучение в Кембридже и трудился под руководством Джоржа Говарда Дарвина. Летом 1888 года Дарвин предложил Брауну разобрать бумаги Джорджа Уильяма Хилла касательно теории движения Луны. Эта идея возымела огромное влияние на дальнейшую жизнь Брауна.
Браун получил степень магистра в 1891 году. Затем он покинул Англию и занял место преподавателя математики Хаверфордского колледжа, шт. Пенсильвания. Быстро достиг позиции профессора математики в 1893 году. Браун никогда не был женат. Большую часть своей взрослой жизни он прожил со своей младшей, незамужней сестрой, Милдред, которая помогала ему по хозяйству. Он был способным пианистом и любителем музыки, отлично играл в шахматы. Он любил туризм и детективные истории.
Заядлый курильщик, он страдал от болезней бронхов большую часть жизни. В те 6 лет, что он находился на пенсии, он был серьёзно болен. Умер в Нью-Хейвене (штат Коннектикут) в 1938 году.

## Работа над теорией движения Луны
Браун в начале работал над лунной теорией, изучая работы более ранних исследователей (таких как Хилл, Делоне и Ганзен). Его широкие познания в данной области продемонстрированы в публикации первой из его крупных работ «Вводный трактат по лунной теории» (An Introductory Treatise on the Lunar Theory) в 1896 году, когда ему было ещё менее 30 лет. По мере того как работа Брауна продвигалась, он стал планировать создание совершенно новой лунной теории. Эти его работы были опубликованы в «Мемуарах Королевского астрономического общества» в 1897—1908 годах.
В 1907 году Браун назначен профессором математики Йельского университета. Он договорился с Йелем о финансировании обширной задачи вычисления подробных таблиц движения Луны на основе его лунной теории. В 1919 году, потратив 12 лет и более 34 000 $, Браун опубликовал свой главный труд «Таблицы движения Луны» (Tables of the Motion of the Moon).

### Расхождение теории с наблюдениями
Целью Брауна было создать точные эфемериды Луны при помощи лишь теории гравитации. Для «основной задачи» — обращения системы Земля-Луна-Солнце — он вычислил эклиптические долготы и широты с погрешностью 0,001 секунды дуги. Он также учел возмущения от планет (в особенности Юпитера и Венеры). Ещё он решал более сложную проблему — влияния несферичности Земли и Луны.
Наблюдения показали, что таблицы Брауна действительно превосходили таковые Ганзена, которые использовались с 1857 года. Но все ещё присутствовала необъясненная флуктуация по долготе порядка 10 секунды дуги. Для устранения расхождения с наблюдениями, насколько было возможно, был добавлен «большой эмпирический член» амплитудой 10,71 секунды дуги и периодом 257 лет. Если учесть точность и скрупулёзность работ Брауна, то необходимость введения указанной дополнительной поправки вызывала недоумение.
Ещё Э. Галлей двумя веками ранее заметил, что движение Луны представляется постепенно ускоряющимся. Данное ускорение не может быть объяснено только лишь гравитационной теорией, и С. Ньюком предположил, что это происходит из-за постепенного замедления вращения Земли от приливного трения. Иными словами это не Луна ускорялась, а вращение Земли замедлялось (по нему в то время делались измерения времени).
Браун посвятил много сил изучению этой проблемы и пришел к выводу, что не только вращение Земли замедляется, но ещё имеют место случайные непредсказуемые флуктуации. К середине 20-го века все подтвердилось, и астрономы стали различать всемирное время, которое основано на вращении Земли и Земное время (ранее Эфемеридное время), которое являлось идеализированным равномерным временем. Разница между этими двумя временами отражала замедление вращения Земли и известна как ΔT.

### Развитие и уточнение теории
К 1923 году таблицы Брауна были приняты практически по всему миру для вычисления эфемерид Луны. Они продолжались использоваться с некоторыми изменениями до 1983 года.
С развитием компьютерной техники табулированные значения в выражениях Брауна стали заменяться непосредственным вычислением. Это добавило точности, так как таблицы включали небольшие приближения как компромисс между точностью и количеством ручных вычислений.
Дальнейшие уточнения теории делались на основе улучшенных данных наблюдений (в том числе с использованием лунных лазерных отражателей) с последующим уточнением значений коэффициентов, используемых в теории.

## Другие работы
Браун также интересовался движением планет вокруг Солнца. Совместно с К. Шуком он написал книгу «Планетная теория». В книге помимо прочего содержалось детальное описание резонансов планетных орбит и изучался частный случай астероидов-троянцев (астероиды на орбите Юпитера, в точке Лагранжа).

## Награды
- Золотая медаль Королевского астрономического общества (1907)
- Королевская медаль (1914)
- Медаль Кэтрин Брюс (1920)
- Гиббсовская лекция (1927)
- Медаль Джеймса Крейга Уотсона (1936)

Кроме того, в честь Брауна назван кратер на Луне и астероид (1643) Браун.

## Избранные работы
- Brown, E.W. An Introductory Treatise on the Lunar Theory Cambridge University Press, 1896 (republished by Dover, 1960).
- Brown, E.W. Tables of the Motion of the Moon Yale University Press, New Haven CT, 1919.
- Brown, E.W. and Shook, C.A. Planetary Theory. Cambridge University Press, 1933 (republished by Dover, 1964).